# Mad Mix Game
Mad Mix Game è un videogioco per computer simile a Pac-Man, pubblicato nel 1988 dalla spagnola Topo Soft. All'estero venne pubblicato dalla U.S. Gold, in versione inglese con il sottotitolo The Pepsi Challenge e con la sponsorizzazione ufficiale della Pepsi-Cola. Uscì per i computer Amstrad CPC, Atari ST (solo versione Pepsi), Commodore 64, MS-DOS, MSX e ZX Spectrum. Ebbe un seguito nel 1990, solo in spagnolo e solo per alcuni dei suddetti computer, Mad Mix 2: En el castillo de los fantasmas.

## Modalità di gioco
I principi generali sono gli stessi di Pac-Man: il giocatore controlla un personaggio sferico che si muove in un labirinto di percorsi orizzontali e verticali e deve raccogliere tutte le palline sparse su tutto lo schema, mentre dei fantasmi lo inseguono. Ciascun livello ha però un'area di gioco più grande dello schermo, di cui è visibile solo la zona nelle vicinanze del protagonista, con scorrimento in tutte le direzioni. I livelli, 15 nella versione originale, hanno conformazioni variabili e possono essere complicati da zone a senso unico e porte girevoli.
Oltre ai fantasmi in stile Pac-Man, che fuoriescono da una tana e fanno perdere una vita al contatto, avanzando nei livelli si incontrano altri due tipi di nemici: una coccinella, innocua ma in grado di rigenerare le palline già raccolte, e una creatura detta "ripugnante", che passando sulle palline le schiaccia facendole sprofondare nel terreno e impedendo al protagonista di raccoglierle finché sono in questo stato.
Sono presenti diversi tipi di power-up, oltre alle classiche palline speciali che come in Pac-Man convertono temporaneamente i fantasmi da cacciatori a prede. Ci sono icone che trasformano il protagonista in un ippopotamo, invincibile ma incapace di raccogliere le palline, e in un escavatore che permette di liberare le palline sotterrate. Entrando in apposite piste il protagonista può trasformarsi in un'astronave o un carro armato, in grado di sparare ai nemici, ma muovendosi solo lungo percorsi obbligati. Il "ripugnante" in particolare è invulnerabile all'effetto delle palline speciali e si può eliminare solo con l'ippopotamo o i colpi dei veicoli.
Le edizioni Pepsi presentano generalmente piccole differenze grafiche, tra cui il protagonista dotato di piedi, ma in alcune versioni possono mancare alcuni livelli.